# Холецистокінін
CCK (англ. Cholecystokinin) – білок, який кодується однойменним геном, розташованим у людей на короткому плечі 3-ї хромосоми.  Довжина поліпептидного ланцюга білка становить 115 амінокислот, а молекулярна маса — 12 669.
| 10         |  | 20         |  | 30         |  | 40         |  | 50         |
| ---------- |  | ---------- |  | ---------- |  | ---------- |  | ---------- |
| MNSGVCLCVL |  | MAVLAAGALT |  | QPVPPADPAG |  | SGLQRAEEAP |  | RRQLRVSQRT |
| DGESRAHLGA |  | LLARYIQQAR |  | KAPSGRMSIV |  | KNLQNLDPSH |  | RISDRDYMGW |
| MDFGRRSAEE |  | YEYPS      |  |            |  |            |  |            |

A: Аланін

C: Цистеїн

D: Аспарагінова кислота

E: Глутамінова кислота

F: Фенілаланін

G: Гліцин

H: Гістидин

I: Ізолейцин

K: Лізин

L: Лейцин

M: Метіонін

N: Аспарагін

P: Пролін

Q: Глутамін

R: Аргінін

S: Серин

T: Треонін

V: Валін

W: Триптофан

Кодований геном білок за функцією належить до гормонів. 
Задіяний у такому біологічному процесі як поліморфізм. 
Секретований назовні.

Холецистокінін стимулює розслаблення сфінктера Одді; збільшує струм печінкової жовчі; підвищує панкреатичну секрецію; знижує тиск у біліарній системі: викликає скорочення воротаря шлунка, що гальмує переміщення перевареної їжі в дванадцятипалу кишку. Холецистокінін є блокатором секреції соляної кислоти парієтальними клітинами шлунка.